# Tourbières des Sept-Laux et du Crêt Luisard
Les  Tourbières des Sept-Laux et du Crêt Luisard est un site naturel protégé, classée ZNIEFF de type I, comprenant la crête du balcon ouest de la Chaîne de Belledonne et dominant le Grésivaudan.
Le site est situé sur les communes de Saint-Pierre d'Allevard, La Ferrière et Theys.  

## Description du site
Le site comprend plusieurs sommets, du nord au sud: 
- le Crêt du Poulet (1726 m) ,
- le Prayet (1723 m),
- le Crêt Luisard (1803 m),
- le Grand Rocher (1925 m),
- le Cul de Pet (1837 m),
- La Frey (1858 m) ,
- le Rocher de Monteynard,
- la Montagne des Fanges,
- la face nord de la Roche Noire (2124 m).

Les conditions étagées du site contribuent à la diversité des milieux naturels ainsi qu'à une grande richesse spécifique présentant une juxtaposition de prairies, de landes et de forêts, mais le principal atout réside dans la succession d'une quinzaine de tourbières ou suintements tourbeux, qui apportent une indéniable richesse écologique au site.
Les tourbières hautes actives ou "haut-marais" correspondent à des buttes de sphaignes gorgées d’eau, en mosaïque avec d’autres types d’habitats tourbeux. Elles sont qualifiées d'actives car la production de tourbe (due principalement à l’accumulation des parties mortes des sphaignes qui se "momifient" dans les eaux pauvres et acides) se poursuit. Il s'agit d'habitats naturels remarquables par leur fonctionnement, leur végétation, et leur rôle de conservatoire pour des éléments organiques vieux de plusieurs milliers d’années.

## Espèces protégées rencontrées

### Oiseaux
- Tétras-lyre, Sizerin flammé, Cassenoix moucheté.

## Photos

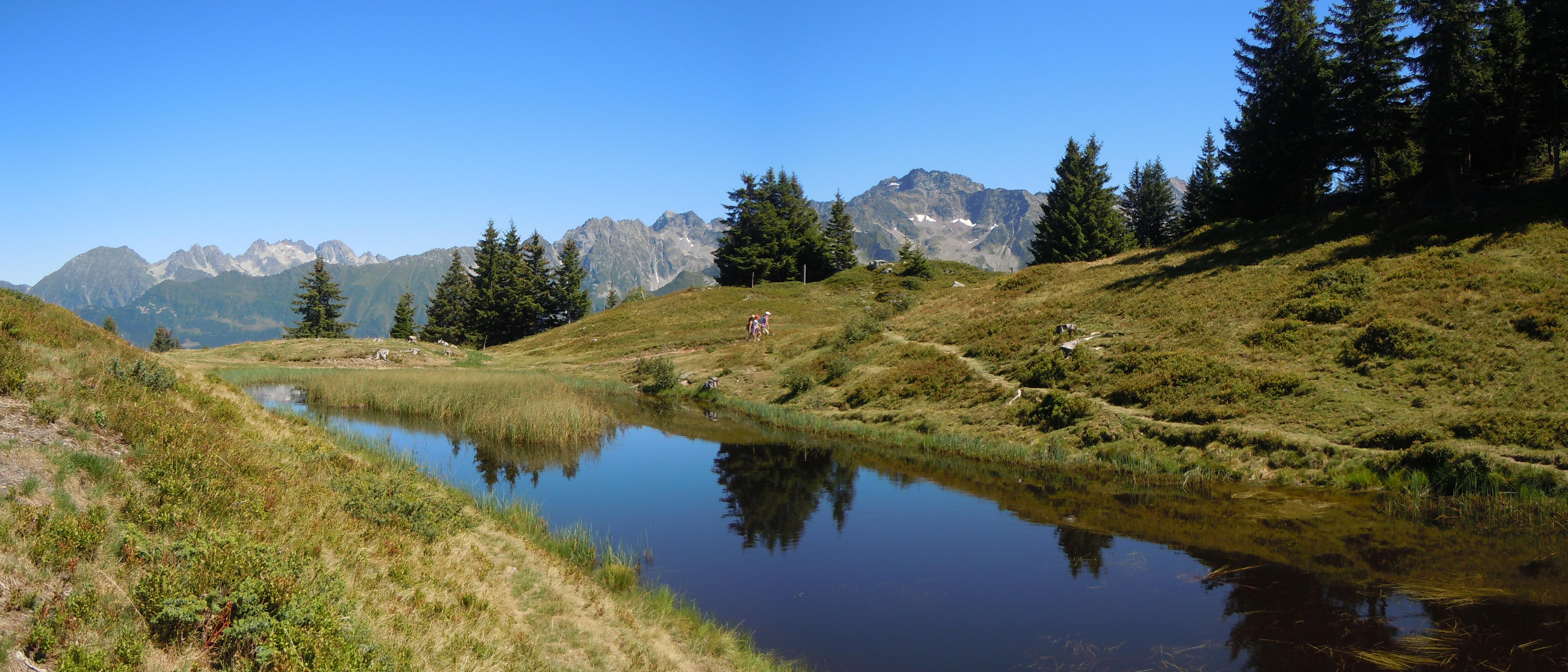
Lac de la Belle Aiguette (1 745 m) au pied du Crêt Luisard